# Bundesvision Song Contest 2012
De Bundesvision Song Contest 2012 vond plaats in Berlijn, nadat Tim Bendzko het festival het voorgaande jaar won met Wenn Worte meine Sprache wären. Het was de derde keer in de geschiedenis dat het festival werd gewonnen door Berlijn, waardoor het festival voor de derde keer werd georganiseerd door deze deelstaat.
Baden-Württemberg won dit jaar voor de eerste keer de Bundesvision Song Contest. Xavas zorgde voor deze prestatie, met het nummer Schau nicht mehr zurück. Saksen eindigde op de tweede plaats, Nedersaksen eindigde net als in 2011 op de derde plaats. Gaststaat Berlijn eindigde op de zevende plek, Brandenburg ging voor het eerst met de rode lantaarn naar huis.

## Uitslag
| Plaats | Staat                     | Taal            | Artiest                        | Lied                        | Punten |
| ------ | ------------------------- | --------------- | ------------------------------ | --------------------------- | ------ |
| 1      | Baden-Württemberg         | Duits en Engels | Xavas                          | Schau nicht mehr zurück     | 172    |
| 2      | Saksen                    | Duits           | Laing                          | Morgens immer müde          | 142    |
| 3      | Nedersaksen               | Duits           | Ich Kann Fliegen               | Mich kann nur Liebe retten  | 109    |
| 4      | Noordrijn-Westfalen       | Duits           | Luxuslärm                      | Liebt sie Dich wie ich?     | 97     |
| 5      | Saarland                  | Duits           | Die Orsons feat. Cro           | Horst & Monika              | 92     |
| 6      | Sleeswijk-Holstein        | Duits           | Vierkanttretlager              | Fotoalbum                   | 76     |
| 7      | Berlijn                   | Duits           | B-Tight                        | Drinne                      | 50     |
| 8      | Mecklenburg-Voor-Pommeren | Duits           | The Love Bülow                 | Nie mehr                    | 41     |
| 9      | Thüringen                 | Duits           | Maras April                    | Himmel aus Eis              | 33     |
| 10     | Hamburg                   | Duits           | König Boris                    | Häuserwand                  | 28     |
| 11     | Rijnland-Palts            | Duits           | Pickers                        | 1000 Meilen                 | 20     |
| 12     | Hessen                    | Duits           | Cris Cosmo                     | Herzschlag                  | 19     |
| 13     | Bremen                    | Duits           | Schné                          | Alles aus Liebe             | 18     |
| 14     | Beieren                   | Duits           | Fiva & Das Phantom Orchester   | Die Stadt gehört wieder mir | 13     |
| 15     | Saksen-Anhalt             | Duits           | Johanna Zeul                   | Sandmann                    | 10     |
| 16     | Brandenburg               | Duits           | Mellow Mark feat. Nina Maleika | Bleib bei mir               | 8      |

2005 · 2006 · 2007 · 2008 · 2009 · 2010 · 2011 · 2012 · 2013 · 2014 · 2015
Baden-Württemberg · Beieren · Berlijn · Brandenburg · Bremen · Hamburg · Hessen · Mecklenburg-Voor-Pommeren · Nedersaksen · Noordrijn-Westfalen · Rijnland-Palts · Saarland · Saksen · Saksen-Anhalt · Sleeswijk-Holstein · Thüringen